# 能生谷村
能生谷村（のうだにむら）は、かつて新潟県西頸城郡にあった村。

## 沿革
- 1901年（明治34年）11月1日 - 西頸城郡東能生村、南能生村、上能生村、西能生村及び中能生村が合併して、西頸城郡能生谷村が発足する。
- 1954年（昭和29年）10月1日 - 西頸城郡能生町、能生谷村、磯部村及び木浦村が合併して、改めて西頸城郡能生町が発足する。